# كلوس سي
كلوس سي هي سفينة شحن تجارية مملوكة لجزر مارشال مسجلة لبنما  بنيت كلوس سي في عام 1996، في سانت بطرسبرغ بروسيا من قبل بناة السفن سيفيرنايا فيرف [الإنجليزية]. في وقت التعميد، عُرفت لفترة وجيزة باسم Otztal، وبعد ذلك غُير اسمها إلى Klostertal ثم كلوس سي في يوليو 2012.

## عملية الإفصاح الكامل

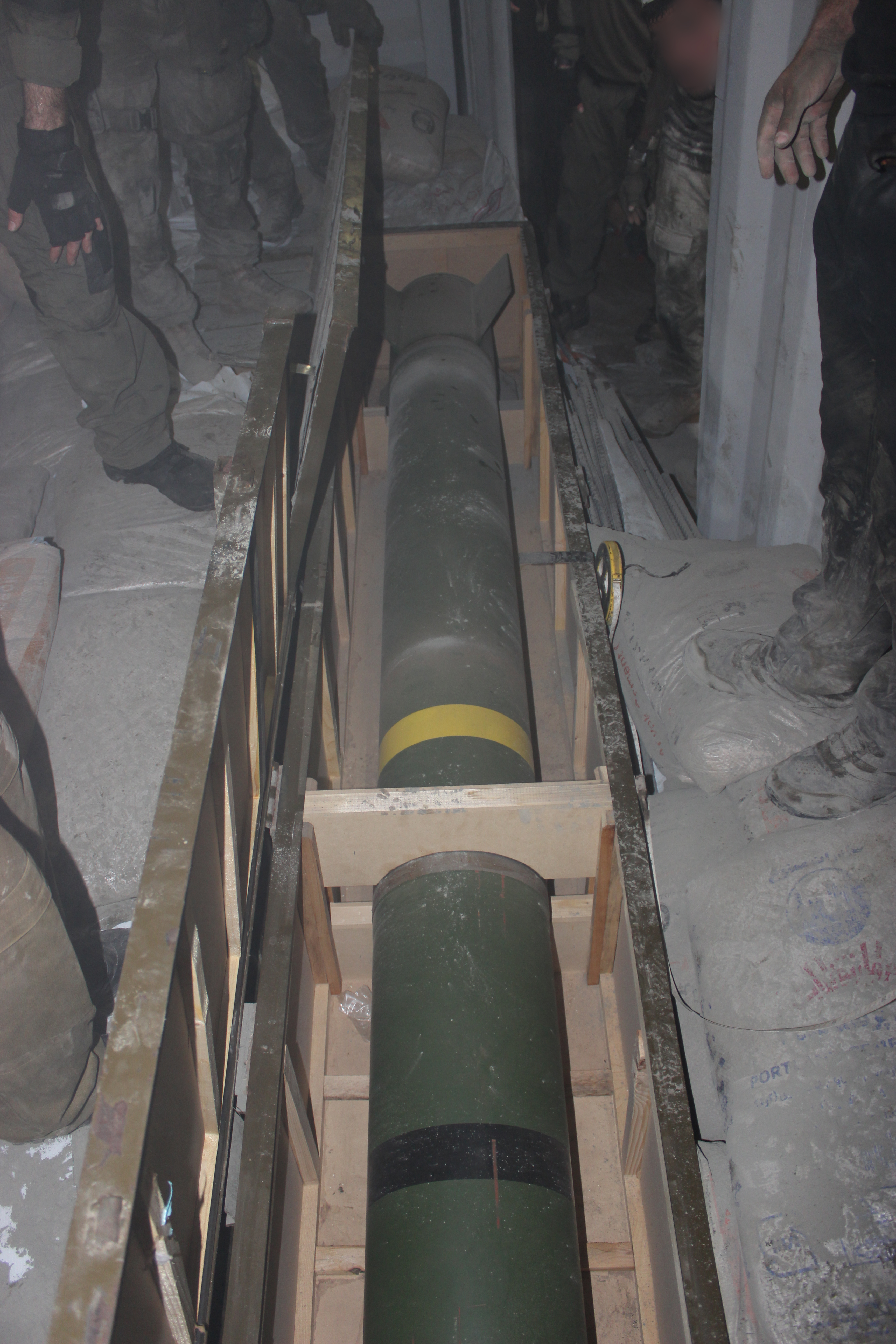
صورة للجيش الإسرائيلي لأحد الصواريخ بعيدة المدى التي حُجزت في كلوس سي.

في 5 مارس 2014، صعدت البحرية الإسرائيلية على متن السفينة في ولاية البحر الأحمر خلال عملية الإفصاح الكامل، للاشتباه في أنها كانت تحمل أسلحة موجهة للجماعات المسلحة في قطاع غزة من جمهورية إيران الإسلامية. كانت هذه السفينة قد أبحرت من إيران مُتجهةً إلى بورتسودان عبر العراق. عُثر على كمية كبيرة من الصواريخ بعيدة المدى، التي حددها الجيش الإسرائيلي على أنها إم-302أس، مخبأة تحت أكياس من الأسمنت البورتلاندي على السفينة، والتي وُجهت بعد ذلك إلى الرصيف في إسرائيل. أمّن الجيش الإسرائيلي كلوس سي، وبالتعاون مع قبطانها، أُنزل العلم البنمي الذي كانت تبحر تحته، ورفع علم إسرائيل بالإضافة إلى راية البحرية الإسرائيلية. ثم اصطحبت الناقلة إلى إسرائيل في قافلة. بعد الرسو في ميناء إيلات، أفرغ الإسرائيليون حمولة كلوس سي واكتشفوا 181 قذيفة هاون إضافية و400 ألف طلقة ذخيرة كان من المفترض استخدامها في بنادق هجومية. استولت إسرائيل على الشحنة وعرضتها على الملأ.
بعد تفتيش السفينة ومصادرة الأسلحة التي عُثر عليها على متنها، أطلقت إسرائيل سراح السفينة وطاقمها، وعادت كلوس سي إلى الخدمة.
نفت إيران الاتهامات الإسرائيلية، وهاجمها محمد جواد ظريف، وزير الخارجية الإيراني، معتبرا إياها "كذبة". وكذلك نفت حركة المقاومة الإسلامية (حماس) الاتهامات، فيما بعثت بعثة إسرائيل في الأمم المتحدة برسالة إلى لجنة عقوبات إيران بالأمم المتحدة في 13 مارس مفادها «نقل صواريخ وقذائف مورتر ومواد متصلة من إيران إلى السودان». وصرحت السودان برفضها استقبال الباخرة لاحتوائها على أسلحة، وهذا رغم أن ميناء بورتسودان مفتوح لكل السفن عدا الاسرائيلية. كما رُوج أن الأسلحة كانت موجهة لسيناء وليس قطاع غزة.
خلصت لجنة خبراء تابعة للأمم المتحدة في وقت لاحق إلى أنه بينما جاءت الشحنة من إيران، كانت متجهة إلى السودان وليس قطاع غزة. كما أن الولايات المتحدة تخطط لاعتراض السفينة.
بلغت تكلفة السيطرة على السفينة 33 مليون شيقل (9 مليون دولار تقريبًا) بما في ذلك تكلفة مكوث السفينة في الميناء.